# これはハトですか?
これはハトですか？（Is this a Pigeon?）は、1991年に放送されたアニメ『太陽の勇者ファイバード』の台詞である。主人公であるヒューマノイドの火鳥勇太郎がチョウをハトと間違えた一場面のもので、画像は当初Tumblrに投稿され、後に様々なセリフを付けたミームが英語圏で広がった。

## 発祥
このミームは、1991年2月16日に放送された『ファイバード』第3話「勢ぞろい宇宙警備隊」の一場面に由来している。
このアニメの主人公・火鳥勇太郎は、天野博士が作った人型アンドロイドの体を借りた宇宙のエネルギー生命体という設定であり、同回で地球の生物について学んでいたとき、チョウをハトと、チューリップをスミレと誤認していた。

## 発展
佐津田刑事に話しかけながらチョウを見て「これはハトですか?」と頓珍漢な問いかけを行う場面が2011年にTumblrへとアップロードされると、多くのバリエーションが生み出され、人気のミームとなった。ミームはその後2018年にも再度人気になっている。2013年6月27日にBuzzfeedが「27 Subtitles That Have Gone Awesomely Wrong （間違いが酷い27の字幕）」という記事でミームを取り上げると、Twitterで再びミームが流行した。2021年にはダン・エイブラムスが提供するメディア"The MarySue"の記事にも使用された。

## 影響
ミームは様々なメディアへと波及している。『マッシャブル』は2018年に「これはハトですか?」のミームが「気を取られたボーイフレンド」のミームへと発展したという記事を投稿している。 『PinkNews』は「トランスジェンダーが誇りに思うこと」という記事と「最高のゲイミーム」「バイセクシャルミーム」という記事で「これはハトですか?」のミームを使用している。正反対の評価を下す者もおり、『デイリー・ドット』は「これはハトですか?」を2018年の最高のミームテンプレートとして説明したが 、『Thrillist』では2010年代の最も卑劣なミームとしている。『Vice』は、このミームが「うつ病やその他のメンタルヘルスの問題から回復するプロセスをわかりやすく説明する」ために役立つと述べている。